# Corcoracidae
Corcoracidae é uma família de aves passeriformes endêmica da Austrália. Contém somente dois gêneros, cada um com uma única espécie, Corcorax melanorhamphos e Struthidea cinerea. São pássaros de tamanho médio, gregários, insetívoros, sociais e de hábitos terrestres.

## Distribuição e habitat
Ambas as espécies são encontradas em habitats abertos do leste da Austrália, na sua maioria, em bosques de eucalipto e em algumas florestas que não possuam dossel fechado. A Struthidea é mais tolerante aos habitats áridos e é encontrada em florestas áridas e matagais. Ambas as espécies são tolerantes aos habitats modificados pelo homem e podem ocupar terras agrícolas, zonas suburbanas e até parques e jardins.

## Descrição
São pássaros de tamanho médio, sendo a Struthidea cinerea um pouco menor, medindo 31 centímetros de comprimento, e o Corcorax medindo 47 centímetros. Sua morfologia é típica de passeriformes que se alimentam em solo, pernas longas e asas arredondadas curtas. As diferenças mais notáveis entre as duas espécies estão na plumagem, que geralmente é fosca, e no bico. O bico da Struthidea é curto e profundo, não muito diferente de um tentilhão, enquanto o bico do Corcorax é longo e curvo.

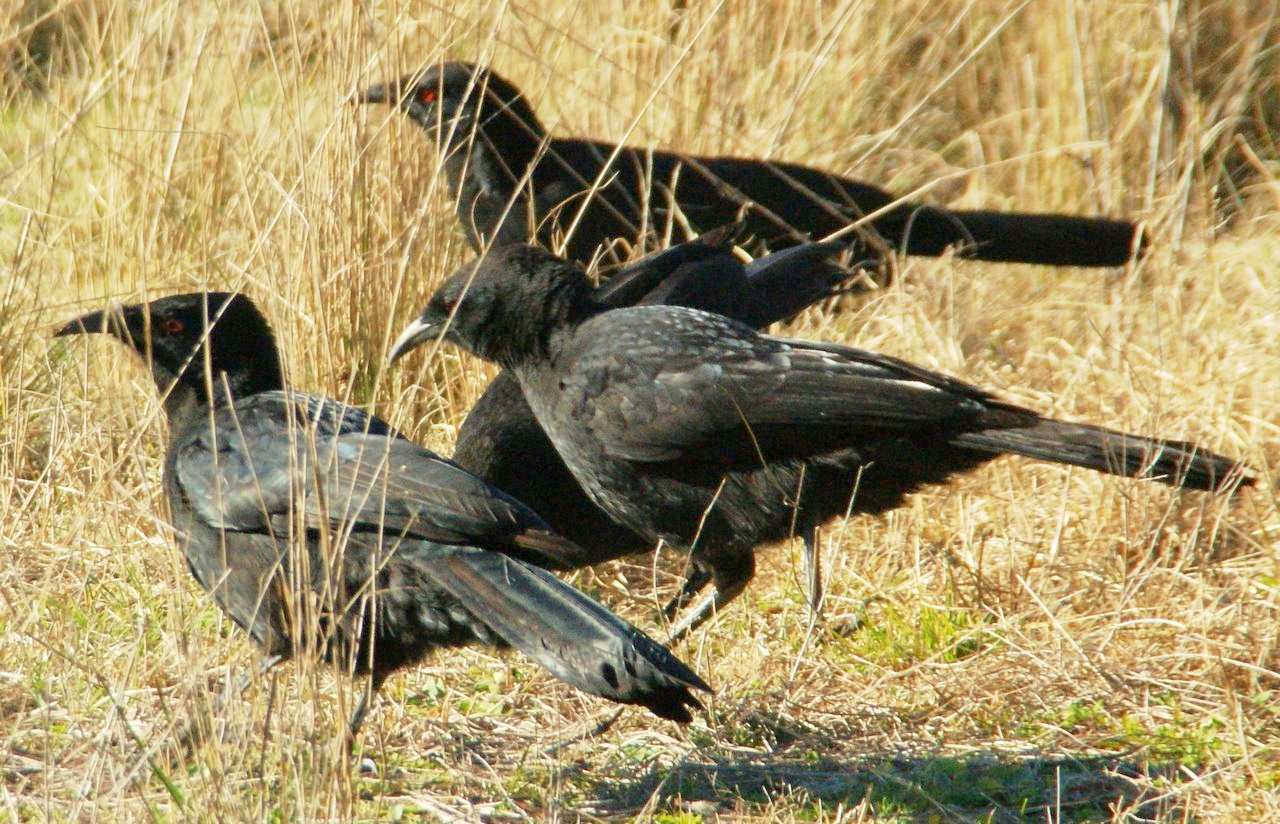
Grupo de Corcorax melanorhamphos no solo.

## Taxonomia
A classificação dos gêneros Corcorax e Struthidea permaneceu disputada por muitos anos. Os gêneros foram inseridos na família Grallinidae, junto com o gênero Grallina, ou em famílias monoespecíficas próprias, Corcoracidae e Struthideidae. Sendo também incluídos na alargada família Corvidae por Sibley e Ahlquist. Baverstock e colaboradores através de análises moleculares e morfológicas comprovaram a íntima relação entre os dois gêneros e a distância com relação ao Grallina, que é mais aparentada com a família Monarchidae. A família Corcoracidae faz parte do "núcleo Corvoidea" junto com as famílias Corvidae, Laniidae, Monarchidae, Paradiseidae, Rhipiduridae, Dicruridae, Artamidae, Pachycephalidae, Campephagidae, Oriolidae e Neosittidae.